# Lansoprazol
El lansoprazol es un medicamento del grupo de inhibidores de la bomba de protones que actúa a nivel del estómago, reduciendo la secreción del ácido en el jugo gástrico. Por ello está indicado en el tratamiento de diversas patologías gastrointestinales asociadas con la hiperproducción de ácido gástrico, así como terapia coadyuvante en el tratamiento de las infecciones por el Helicobacter pylori.

## Indicaciones
El lansoprazol se utiliza en el tratamiento de patologías gastrointestinales tales como:
- Tratamiento y prevención de úlceras duodenal y gástrica.[2]
- Tratamiento del reflujo gastroesofágico y de la esofagitis por reflujo.[2]
- Tratamiento de Helicobacter pylori en combinación con antibióticos.[2]
- Tratamiento del Síndrome de Zollinger-Ellison.[2]

## Posología
Las dosis habituales de lansoprazol varían entre 15 mg y 30 mg al día, dependiendo de la patología que se pretenda tratar o prevenir. Esta dosis suelen administrarse en una única toma diaria.
Algunas patologías requieren dosis de 60 mg o incluso 120 mg diarios. En estos casos, las dosis suelen administrase fraccionadas en varias tomas diarias.
En pacientes con insuficiencia renal no es necesario realizar ajustes en la posología de este medicamento.
En pacientes con insuficiencia hepática puede ser necesario realizar ajustes posológicos.
Las personas de edad avanzada eliminan de forma más lenta el lansoprazol, por lo que puede ser necesario el ajuste de las dosis en función de las necesidades individuales.

### Forma de administración
El lansoprazol por vía oral debe administrarse con el estómago vacío, por lo que se recomienda tomarlo 30 minutos antes del desayuno. En las pautas posológicas que requieran dos administraciones diarias se tomará también por la noche, 30 minutos antes de la cena.

## Contraindicaciones
El uso de lansoprazol está contraindicado en los casos de hipersensibilidad al principio activo.

## Precauciones
Dado que el lansoprazol reduce el contenido ácido del estómago, la absorción de algunos nutrientes o medicamentos que requieran medio ácido para absorberse puede verse alterada.

## Interacciones

### Efectos del lansoprazol sobre otros medicamentos

#### Medicamentos con absorción dependiente del pH gástrico
El lansoprazol reduce la absorción de los inhibidores de la proteasa del VIH como atazanavir o nelfinavir, así como la absorción de ketoconazol e itraconazol.
El lansoprazol incrementa la concentración plasmática de la digoxina.

#### Metotrexato
El uso simultáneo de lansoprazol y dosis altas de metotrexato puede aumentar las cantidades de metotrexato en el organismo hasta niveles tóxicos.

#### Warfarina
Se han notificado casos de aumento del INR y el tiempo de protrombina en pacientes que toman simultáneamente lansoprazol y warfarina, lo que aumenta el riesgo de hemorragias graves.

#### Medicamentos metabolizados por enzimas P450
El lansoprazol puede alterar las concentraciones plasmáticas de los medicamentos metabolizados por las enzimas P450 como la teofilina y el tacrolimus.

### Efectos de otros medicamentos sobre el lansoprazol

#### Medicamentos que inhiben CYP2C19
La fluvoxamina inhibe el CYP2C19, lo que puede incrementar hasta cuatro veces las concentraciones de lansoprazol en el organismo.

#### Medicamentos que inducen CYP2C19 y CYP3A4
Medicamentos como la rifampicina o la hierba de San Juan potencian las enzimas CYP2C19 y CYP3A4, lo que puede reducir las concentraciones de lansoprazol en el organismo.

#### Sucralfato y antiácidos
El sucralfato y los antiácidos pueden reducir la absorción del lansoprazol, por lo que se recomienda separar las tomas de ambos medicamentos al menos una hora.

## Reacciones adversas
Las reacciones adversas más frecuentes del lansoprazol son dolor de cabeza, mareos, náuseas, vómitos, diarrea, estreñimiento, dolor de estómago, flatulencia, sequedad de boca o de garganta, pólipos de las glándulas fúndicas, aumento de las concentraciones de enzimas hepáticas, urticaria, picor, erupción cutánea y fatiga.

## Farmacodinamia y farmacocinética
Tras la administración del lansoprazol por vía oral, se absorbe en el intestino y pasa a la circulación sanguínea, donde permanece en su forma inactiva. Desde la sangre llega a las células parietales de la pared gástrica donde, en contacto con el medio ácido, se transforma en su metabolito activo que forma una unión covalente con la bomba de protones, bloqueando su funcionamiento y evitando la producción de ácido en el estómago.
La concentración plasmática máxima se alcanza en 1,5 a 2 horas tras la administración oral. La administración con alimentos retrasa la absorción y reduce a la mitad la biodisponibilidad.
El lansoprazol se metaboliza en el hígado, principalmente a través de las enzimas CYP2C19 y CYP3A4 y se excreta por vía renal y biliar, eliminándose a través de la orina y las heces. La semivida de eliminación es de 1 a 2 horas.